# 100 років (фільм)
«100 років» (англ. 100 Years) — науково-фантастичний фільм Роберта Родрігеса, поставлений за сценарієм Джона Малковича. Фільм рекламувався з гаслом «Фільм, який ви ніколи не побачите» (англ. The Movie You Will Never See) і має бути випущений 18 листопада 2115, що відповідає 100 рокам, які потрібно пролежати пляшці коньяку Louis XIII, перш ніж вона буде випущена для споживачів. Головні ролі у фільмі грає міжнародний ансамбль: американський актор Джон Малкович, китайська акторка Шуя Чан та чилійський актор Марко Сарор.

## Сюжет
Сюжет фільму тримається в найсуворішій таємниці, але, як очікується, буде розкритий ще до того, як сам фільм буде випущений у листопаді 2115.

## У ролях
Хоча подробиці фільму тримаються в найсуворішій таємниці, імена та ролі трьох акторів були оприлюднені:
- Джон Малкович — Герой
- Шуя Чан — Героїня
- Марко Сарор — Поганий хлопець

## Виробництво
У листопаді 2015 року Малкович і Родрігес оголосили про те, що вони об'єдналися з компанією з виробництва коньяку Louis XIII, що належить французькому коньячному дому Rémy Martin, для того, щоб створити фільм, натхненний століттям, яке потрібно для того, щоб зробити пляшку Louis XIII. І хоча сюжет фільму залишається повною таємницею, 18 листопада 2015 року Малкович і Родрігес випустили три тизер-трейлери: «Ретро», «Природа» і «Майбутнє». Ні в одному з цих тизерів не показані кадри самого фільму, а замість цього представлені три уявних види майбутнього: від антиутопічної пустки до технологічного раю.

## Вихід
В очікуванні випуску фільм зберігатиметься у високотехнологічному сейфі за куленепробивним склом, який автоматично відкриється 18 листопада 2115 року, у день прем'єри фільму. Тисяча гостей з усього світу, у тому числі й самі Малкович та Родрігес, отримали по два запрошення з металу на прем'єру, які вони зможуть передати своїм нащадкам. Сейф, у якому зберігатиметься фільм «100 років», був показаний на Каннському кінофестивалі 2016 року та в різних інших містах, перш ніж його повернули до Коньяку (Франція), у підвали Louis XIII.

## Пов'язане
Пісня «100 років» (англ. 100 Years), складена Фарреллом Вільямсом у співпраці з Louis XIII, буде випущена в листопаді 2117.